# Lontano, lontano/Ognuno è libero
Lontano, lontano/Ognuno è libero è un 45 giri del cantautore italiano Luigi Tenco, pubblicato nell'aprile del 1966 come secondo e ultimo estratto dall'album Tenco.
Il brano Lontano, lontano partecipò a Un disco per l'estate 1966.

## Tracce
Testi e musiche di Tenco.
Lato 1
1. Lontano, lontano - 2:43

Lato 2
1. Ognuno è libero - 2:39

## Formazione
- Luigi Tenco - voce
- Ruggero Cini e il suo complesso - orchestra
- I Cantori Moderni di Alessandroni - coro in Lontano, lontano